# Johanneskirche (Borken-Gemen)

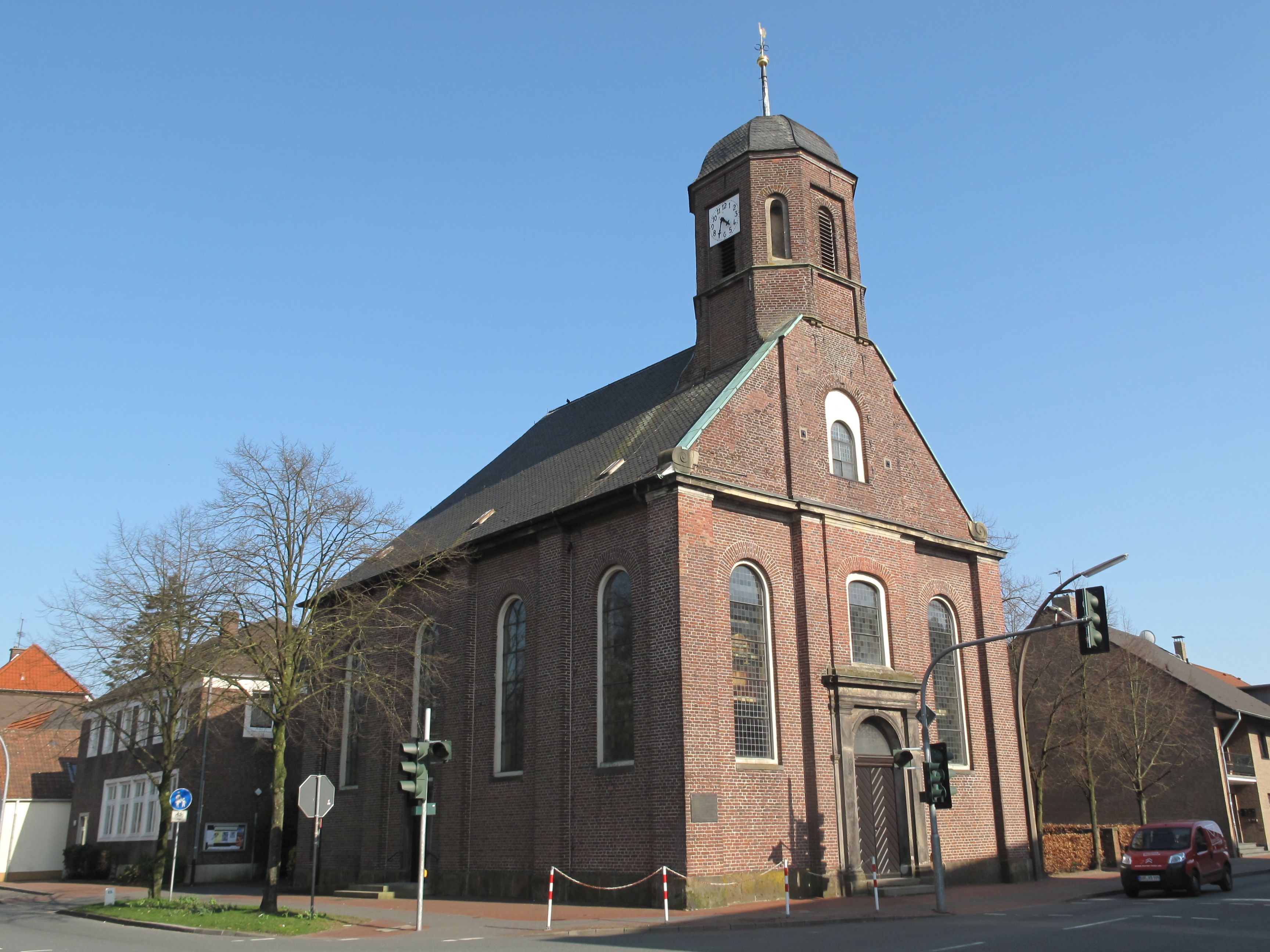
Blick auf die Johanneskirche

Die Johanneskirche ist ein evangelisches Kirchengebäude im Ortsteil Gemen der Stadt Borken, an der Coesfelder Straße, Ecke Ahauser Straße. 

## Geschichte
Sie wurde 1703 als reformierte Kirche erbaut. Sie ist der einzige erhaltene barocke evangelische Kirchenbau im Münsterland und gehört zu dem Komplex von Burg und Freiheit Gemen. 

## Beschreibung und Ausstattung
Die Kirche ist ein Saalbau. Besonders bedeutsam sind die Kirchenfenster mit ihren Wappenscheiben (Anfang 18. Jahrhundert). Sie gehen überwiegend auf Stiftungen zurück, etwa auf die der Fürstin Maria von Hessen aus dem Hause Wisch-Bronkhorst (1730) bzw. des Weseler Bierbrauer- und Bäckeramtes und der Schiffergilde (1710).
Neben der  Kanzel befinden sich zwei Fenster, die vom preußischen Königspaar Friedrich I. (1712) und Sophie Luise (1708) gestiftet wurden, und 1897 auf Veranlassung von Wilhelm II. restauriert wurden. Sie erinnern an die seit 1250 bestehende Lehnshoheit der Grafen von Kleve über Gemen, deren Rechtsnachfolger die Kurfürsten von Brandenburg und damit die späteren Könige von Preußen waren.